# Rödelsee
Rödelsee est une commune de Bavière (Allemagne), située dans l'arrondissement de Kitzingen, dans le district de Basse-Franconie.

## Géographie
Rödelsee se situe au pied du Schwanberg.

## Histoire
La commune a été mentionnée pour la première fois dans un document officiel en 1040.

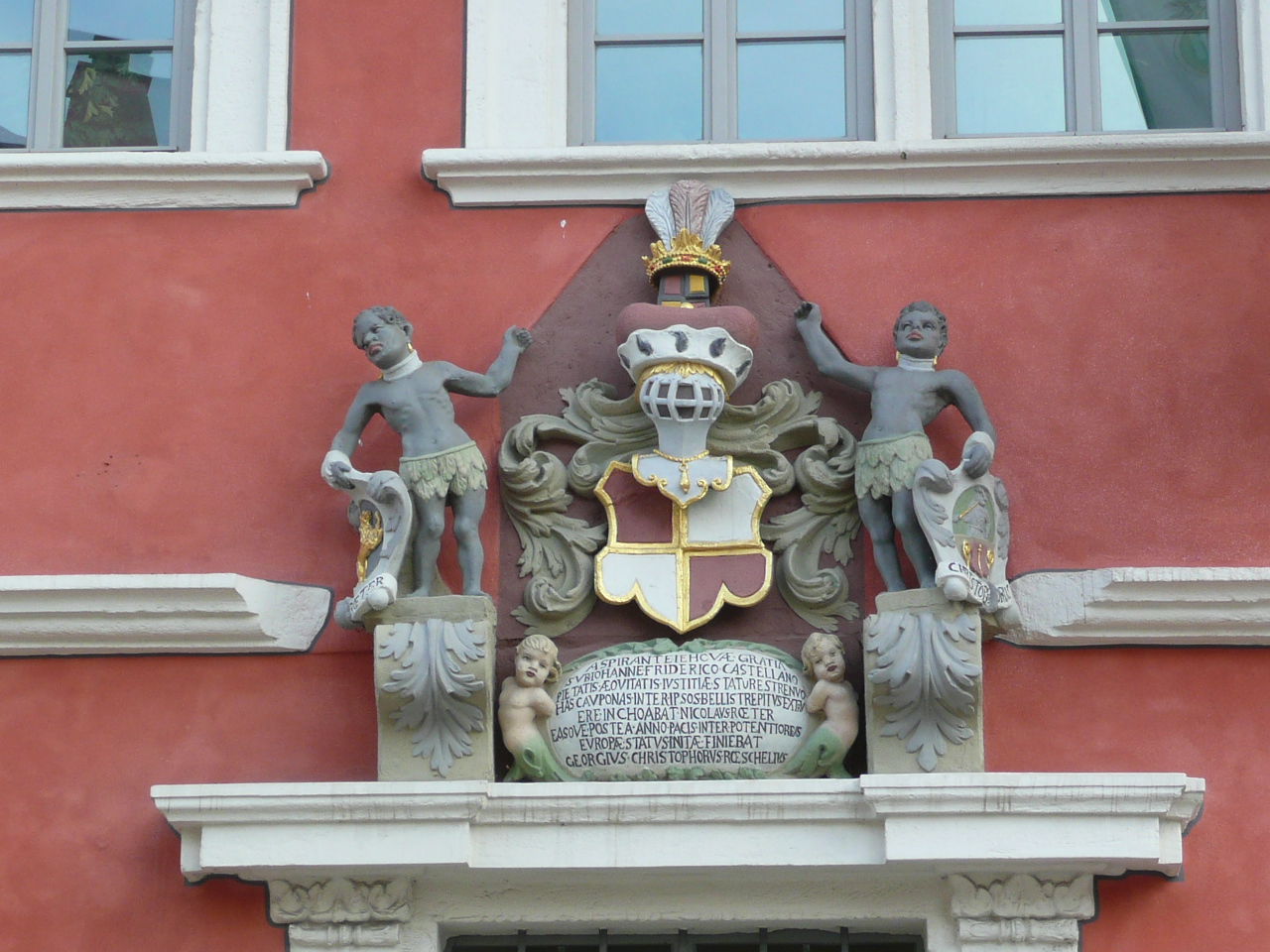
Portail du XVIIIe siècle au Löwenhof